# Хотешів
Хоте́шів — село в Україні, у Камінь-Каширській громаді Камінь-Каширського району Волинської області. Кількість зареєстрованого населення станом на липень 2023 року становить 1501 особа.

## Географія
Розташоване село Хотешів на північному заході Камінь-Каширського району Волинської області. Його сусідами на сході є село Добре, на північному сході село Котуш, на заході село Мельники-Річицькі Ратнівського району. Площа села становить 3188 га. Поселення розташоване на деревно-підзолистих, піщаних, глиняних, супіщаних відкидах.
З південного боку село прикрашає озеро Свіринець. Це невелике заплавне озеро має зв'язок з річкою Турія, особливо під час весняної повені. На сьогодні озеро близьке до загибелі, воно заболочується, заростає.
На заході озеро Сірче. Це озеро значно більше й глибше, з двох сторін охоплене масивом лісу. У ньому водяться різні види риб, є багато раків. В останні роки на озері поселились кілька сімей красенів-лебедів.
Поруч з селом розташований гідрологічний заказник місцевого значення Турський.

## Історія
У 1906 році село Хотешівської волості Ковельського повіту Волинської губернії. Відстань від повітового міста 56 верст. Дворів 222, мешканців 1031.

## Населення
Згідно з переписом УРСР 1989 року чисельність наявного населення села становила 2029 осіб, з яких 980 чоловіків та 1049 жінок.
За переписом населення України 2001 року в селі мешкало 1816 осіб.

### Мова
Розподіл населення за рідною мовою за даними перепису 2001 року:
| Мова       | Відсоток |
| ---------- | -------- |
| українська | 99,72 %  |
| російська  | 0,22 %   |
| білоруська | 0,06 %   |

## Відомі мешканці
У цьому селі народилися:
- Дейнека Анатолій Михайлович (1967) — академік Лісівничої академії наук України, начальник Львівського обласного управління лісового та мисливського господарства, доктор економічних наук, професор.
- Цвих Володимир Федорович (1948) — український учений-філософ, політолог, громадський діяч.
- Царук Володимир Володимирович (1978-2023) – солдат Збройних Сил України, учасник російсько-української війни. Загинув 23 липня 2023 р. на Сході України. Похований 26 липня 2023 р. на місцевому кладовищі села Хотешів.
- Ткачик Олександр Володимирович (1979-2023) – солдат Збройних Сил України, учасник російсько-української війни. Загинув 6 грудня 2023 року в Донецькій області. Похований 13 грудня 2023 року на місцевому кладовищі села Хотешів.
- Баран Іван Іванович (1971-2024)   – солдат Збройних Сил України, учасник російсько-української війни. Життя обірвалося трагічно 17 грудня 2024 року у Харківській області. Похований 23 грудня 2024 року на місцевому кладовищі села Хотешів.
- Кошіль Сергій Миколайович (2000-2025)  – солдат Збройних Сил України, учасник російсько-української війни. Життя обірвалося трагічно 2 січня 2025 року у Донецькій області. Похований 6 січня 2025 року на місцевому кладовищі села Хотешів.

## Поховані
З 1935 по 1943 роки парохом с. Хотешів був Олександр Білецький, хорунжий 4-го кінного полку 4-ї Київської дивізії Армії УНР. 26 квітня 1943 року за проукраїнську громадянську позицію, співпрацю з УПА та духовну опіку над українськими повстанцями був убитий радянськими диверсантами. У липні 2018 року його могилу було впорядковано й установлено пам'ятний знак.
На цвинтарі біля Хотешівської церкви у спільній могилі поховані вбиті радянським диверсійно-терористичним загоном Федорова головний лікар УПА Євген Пантелеймонович Каранович «Караван», медсестра Марія та інші повстанці.